# Winthemia pilosa
Winthemia pilosa är en tvåvingeart som först beskrevs av Villeneuve 1910.  Winthemia pilosa ingår i släktet Winthemia och familjen parasitflugor. Inga underarter finns listade i Catalogue of Life.